# 中国电影家协会
中国电影家协会，简称中国影协，是中国大陸境内编剧、导演、演员、制片人、摄影师、美术师、录音师、作曲家、评论家、事业家、教育家、电影发行放映员、科研人员等电影界各行业的专家组成的人民团体，成立于1949年7月。协会实行团体会员和个人会员制，现有个人会员6000多名。自成立以来，中国电影家协会主办金鸡奖、百花奖和中国金鸡百花电影节等重大电影奖项颁奖典礼，并主办《电影艺术》、《世界电影》、《中国电影年鉴》、《大众电影》等电影期刊，有着广泛的影响力。
目前，中国电影家协会为中国文学艺术界联合会团体会员，接受中国共产党领导。协会的最高领导机构是全国会员代表大会、理事会和主席团。在会员代表大会、理事会、主席团会议闭会期间，由驻会副主席、秘书长领导，主持中国电影家协会日常工作。另设有三个专业委员会：中国影协电影理论评论工作委员会、中国影协青年电影工作者委员会、中国影协电影高新科技委员会。

## 历史
1949年7月，召开第一次全国代表大会，成立了中华全国电影艺术工作者协会，选举阳翰笙为主席。1952年实际停止活动。1957年4月，召开第二次全国代表大会，成立了中国电影工作者联谊会，选举蔡楚生为主席。1960年7月，召开了第三次全国代表大会（当时称中国电影工作者联谊会第二次会员代表大会），中国电影工作者联谊会改名为中国电影工作者协会，蔡楚生继续当选为主席。1966年文化大革命后，协会被迫停止活动。
1978年，协会恢复。1979年11月，召开第四次全国代表大会，中国电影工作者协会改名为中国电影家协会，选举夏衍为主席。1985年4月，在第五次全国代表大会上，夏衍继续当选为主席。1998年8月，召开第六次全国代表大会，选举谢铁骊为主席。2003年12月，召开第七次全国代表大会，吴贻弓当选为主席。2006年4月20日，协会官方网站正式开通。2008年12月，中国电影家协会第八次全国代表大会在北京召开，李前宽当选为主席，并首次吸收香港、澳门的电影家和电影工作者入会。
2013年12月1日，召开第九次全国代表大会，李雪健当选为主席，饶曙光被任命为秘书长。
2018年12月29日，第十届理事会第一次会议在京召开，选举产生了新一届主席团，陈道明当选为主席。

## 历届领导
| 届次     | 任期                   | 主席   | 副主席                                                                                   |
| -------- | ---------------------- | ------ | ---------------------------------------------------------------------------------------- |
| 第一届   | 1949年7月至1952年      | 阳翰笙 | 袁牧之                                                                                   |
| 第二届   | 1957年4月至1960年7月   | 蔡楚生 | 司徒慧敏、白杨、沙蒙                                                                     |
| 第三届   | 1960年7月至1966年      | 蔡楚生 | 于伶、田方、白杨、亚马                                                                   |
| 第四届   | 1979年11月至1985年4月  | 夏衍   | 于伶、白杨、司徒慧敏、成荫、陈荒煤、张骏祥、袁文殊                                       |
| 第五届   | 1985年4月至1998年8月   | 夏衍   | 苏云、司徒慧敏、吴贻弓、谢铁骊、于蓝、石方禹                                             |
| 第六届   | 1998年8月至2003年12月  | 谢铁骊 | 丁荫楠、王晓棠、刘建中、苏叔阳、吴贻弓、李国民、李前宽、李雪健、奚美娟、谢飞、潘虹       |
| 第七届   | 2003年12月至2008年12月 | 吴贻弓 | 李平分、李前宽、李雪健、奚美娟、康健民、童刚、谢飞、塞夫、潘虹                           |
| 第八届   | 2008年12月至2013年12月 | 李前宽 | 尹力、冯小刚、成龙、李平分、李雪健、张会军、奚美娟、康健民、童刚、潘虹                   |
| 第九届   | 2013年12月2018年12月   | 李雪健 | 王兴东、尹力、冯小刚、成龙、张会军、张宏森、陈凯歌、明振江、奚美娟、黄建新、康健民、潘虹 |
| 第十届   | 2018年12月至2024年1月  | 陈道明 | 于冬、尹力、尹鸿、成龙、任仲伦、苏小卫、吴京、张宏、张涵予、黄渤、喇培康                 |
| 第十一届 | 2024年1月至今          | 陈道明 | 于冬、王健儿、尹鸿、邓光辉、刘德华、吴京、张冀、郭帆、黄渤、黄晓明、傅若清、霍廷霄       |

## 工作机构

### 协会机关
- 办公室
- 会员工作处
- 对外联络处
- 活动管理处
- 理论研究处
- 行风建设与维权处
- 人事处（离退休干部处）
- 机关党委办公室

### 中国文联电影艺术中心
- 综合部
- 专委会工作处（志愿服务处）
- 电影理论研究部
- 电影产业研究部
- 电影创作指导处
- 教育培训处
- 网络信息处
- 期刊编辑部

### 中国电影出版社
- 中国电影音像出版社
- 《环球银幕》和《世界电影》两本杂志
- 中国电影出版社印刷厂
- 电影书店

### 金鸡百花影城
7个放映厅，是金鸡奖、百花奖评奖基地。

### 地方分会
- 北京电影家协会等 ……

## 入会条件
- 各省、自治区、直辖市电影（影视）家协会为本会团体会员；电影业知名机构单位和有关组织，凡赞成本会章程，经申请、批准，可成为本会团体会员。中国人民解放军（含中国人民武装警察部队）的文化主管部门视同为团体会员。
- 从事电影工作并取得一定成就的中华人民共和国公民，凡赞成本会章程，本人提出申请，由本会会员两人介绍，经批准可成为本会个人会员。
- 香港、澳门特别行政区的电影艺术家和电影工作者，符合入会条件，赞成本会章程者，由本人提出申请并经中央人民政府驻香港、澳门特别行政区联络办公室推荐，报本会批准并履行手续后，可成为本会个人会员。 [8]